# Tepakia
Tepakia is een geslacht van haften (Ephemeroptera) uit de familie Leptophlebiidae.

## Soorten
Het geslacht Tepakia omvat de volgende soorten:
- Tepakia caligata